# Májilis
Il Májilis (in kazako Мажiлiс?; "Assemblea", dall'arabo majlis, con identico significato) è la camera bassa del parlamento bicamerale del Kazakistan. L’altra è il Senato. Ci sono 98 seggi, eletti per un mandato di cinque anni.

## Storia
Nelle prime elezioni sotto la nuova struttura parlamentare, tutti i seggi in entrambe le camere del parlamento furono contestati nel dicembre 1995; le elezioni di deflusso occuparono 23 seggi nel Májilis per i quali il voto iniziale non fu conclusivo. Osservatori internazionali segnalarono violazioni procedurali nelle votazioni del Májilis. Il nuovo parlamento, che fu insediato a gennaio 1996, comprendeva sessantotto deputati kazaki e trentuno russi; dieci dei quali erano donne.

## Presidenti del Májilis
| Nome                   | Periodo                            | Nato/Morto |
| ---------------------- | ---------------------------------- | ---------- |
| Marat Ospanov          | 30 gennaio 1996 – 1º dicembre 1999 | 1949-2000  |
| Jarmahan Tuıaqbaı      | 1º dicembre 1999 – 2 novembre 2004 | n. 1947    |
| Ural Muhamedjanov      | 2 novembre 2004 – 2 settembre 2007 | 1948-2013  |
| Aslan Musin            | 2 settembre 2007 – 13 ottobre 2008 | n. 1954    |
| Ural Muhamedjanov      | 13 ottobre 2008 – 20 gennaio 2012  | 1948-2013  |
| Nurlan Nyǵmatulýn      | 20 gennaio 2012 – 3 aprile 2014    | n. 1962    |
| Qabıbolla Djaqipov     | 3 aprile 2014 – 25 marzo 2016      | n. 1949    |
| Baqtyqoja Izmuhambetov | 25 marzo 2016 – 22 giugno 2016     | n. 1948    |
| Nurlan Nyǵmatulýn      | 22 giugno 2016 – 1º febbraio 2022  | n. 1961    |
| Erlan Qoşanov          | dal 1º febbraio 2022               | n. 1962    |